# Coecillo, Dolores Hidalgo
Coecillo är en ort i Mexiko.   Den ligger i kommunen Dolores Hidalgo och delstaten Guanajuato, i den centrala delen av landet, 270 km nordväst om huvudstaden Mexico City. Coecillo ligger 1 958 meter över havet och antalet invånare är 459.
Terrängen runt Coecillo är platt åt nordost, men åt sydväst är den kuperad. Runt Coecillo är det ganska tätbefolkat, med 93 invånare per kvadratkilometer. Närmaste större samhälle är Dolores Hidalgo, 5,8 km öster om Coecillo. Trakten runt Coecillo består i huvudsak av gräsmarker.